# Nigdy w niedzielę
Nigdy w niedzielę (gr. trans. Poté tin Kiriakí, ang. Never on Sunday) – grecko-amerykański komediodramat z 1960 roku w reżyserii Julesa Dassina. 

## Fabuła
Fabuła filmu to opowieść o młodej greckiej prostytutce mieszkającej w Pireusie i amerykańskim filozofie amatorze Homerze, który przyjeżdża do portowego miasta, aby badać przyczyny upadku potęgi starożytnej Grecji. 
Ilia prowadzi otwarty dom i co niedziela urządza w nim towarzyskie spotkania upływające pod znakiem dobrego jedzenia, alkoholu, muzyki oraz beztroskiej zabawy.  Dla Homera zachowanie dziewczyny staje się symbolem tego upadku. Chcąc uratować ją przed moralnym zatraceniem postanawia zająć się edukacją Ilii i zmienić sposób życia głównej bohaterki.

## Obsada
- Jules Dassin jako Homer
- Melina Mercouri jako Ília
- Dimos Starenios jako Poubelle
- Despo Diamantidou jako Despo
- Mitsos Liguisos jako kapitan
- Titos Vandis jako Jorgos
- Giannis Fermis
- Thanassis Vengos

## Nagrody i nominacje
| Nazwa nagrody | Wygrane                                                                                                | Nominacje |
| Złota Palma   | 1960 Najlepsza aktorka Melina Mercouri                                                                 | 1960 Udział w konkursie głównym Jules Dassin |
| Oscar         | 1961 Najlepsza piosenka "Ta paidia tou Peiraia", wyk. Melina Mercouri, muzyka i tekst Manos Hadjidakis | 1961 Najlepsza aktorka pierwszoplanowa Melina Mercouri Najlepszy reżyser Jules Dassin Najlepsze kostiumy – filmy czarno-białe Deni Vachlioti Najlepsze oryginalne materiały do scenariusza i scenariusz Jules Dassin |
| BAFTA         | 1961 bez rezultatu                                                                                     | 1961 Najlepszy film z jakiegokolwiek źródła Jules Dassin Najlepsza aktorka zagraniczna Melina Mercouri |